# Nošovice
Nošovice (en allemand : Noschowitz ; en polonais : Noszowice) est une commune du district de Frýdek-Místek, dans la région de Moravie-Silésie, en République tchèque. Sa population s'élevait à 1 042 habitants en 2021.

## Géographie
Nošovice se trouve à 5 km au sud-est du centre de Frýdek-Místek, à 22 km au sud-est d'Ostrava et à 290 km à l'est-sud-est de Prague.
La commune est limitée par Pazderna et Horní Domaslavice au nord, par Vojkovice et Dobratice à l'est, par Nižní Lhoty au sud et par Frýdek-Místek et Dobrá à l'ouest.

## Histoire
La première mention écrite de la localité date de 1573. Entre 1980 et 1990, Nošovice a été incorporé à la commune de Dobrá.

## Économie

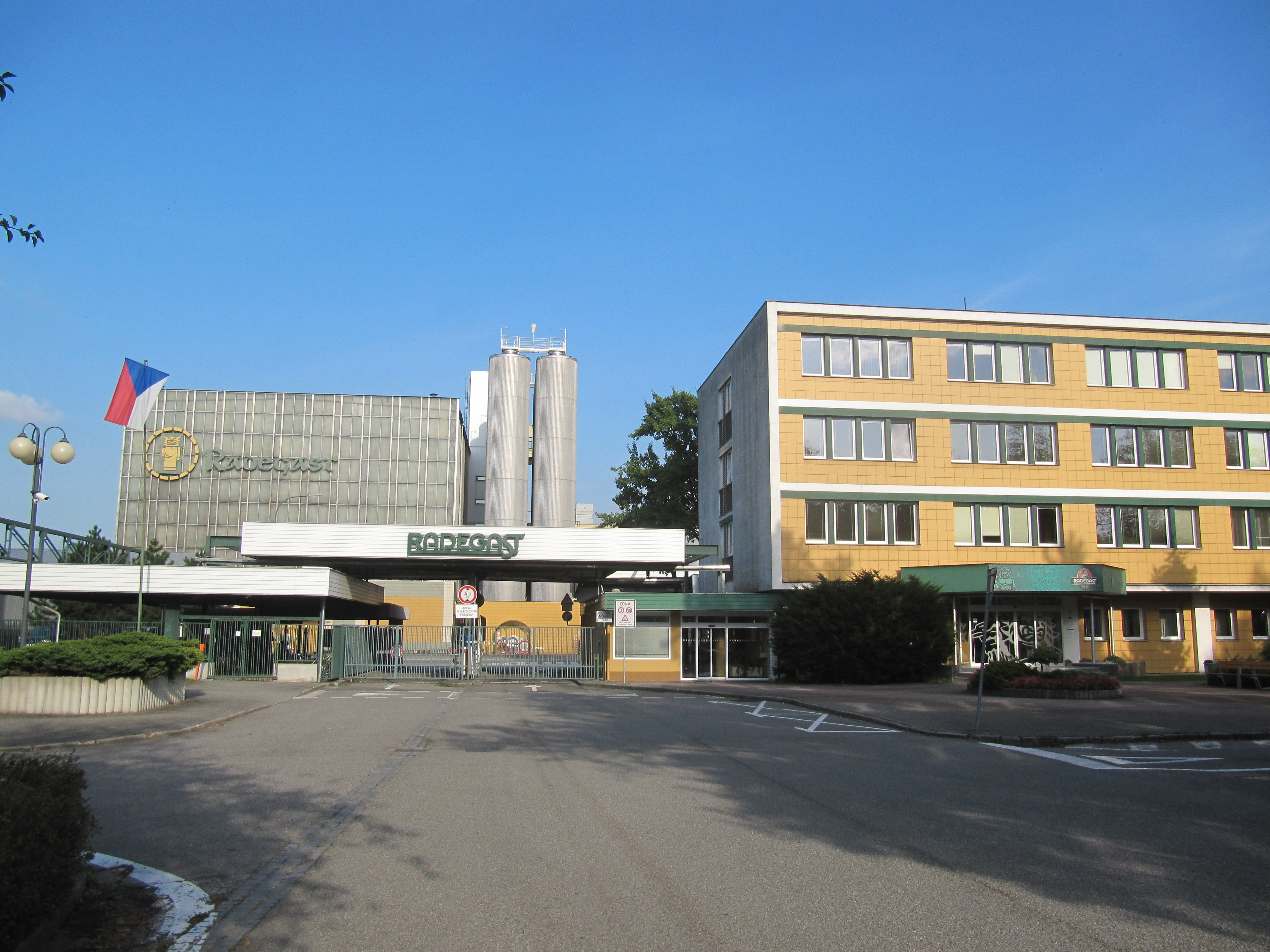
Brasserie Radegast.
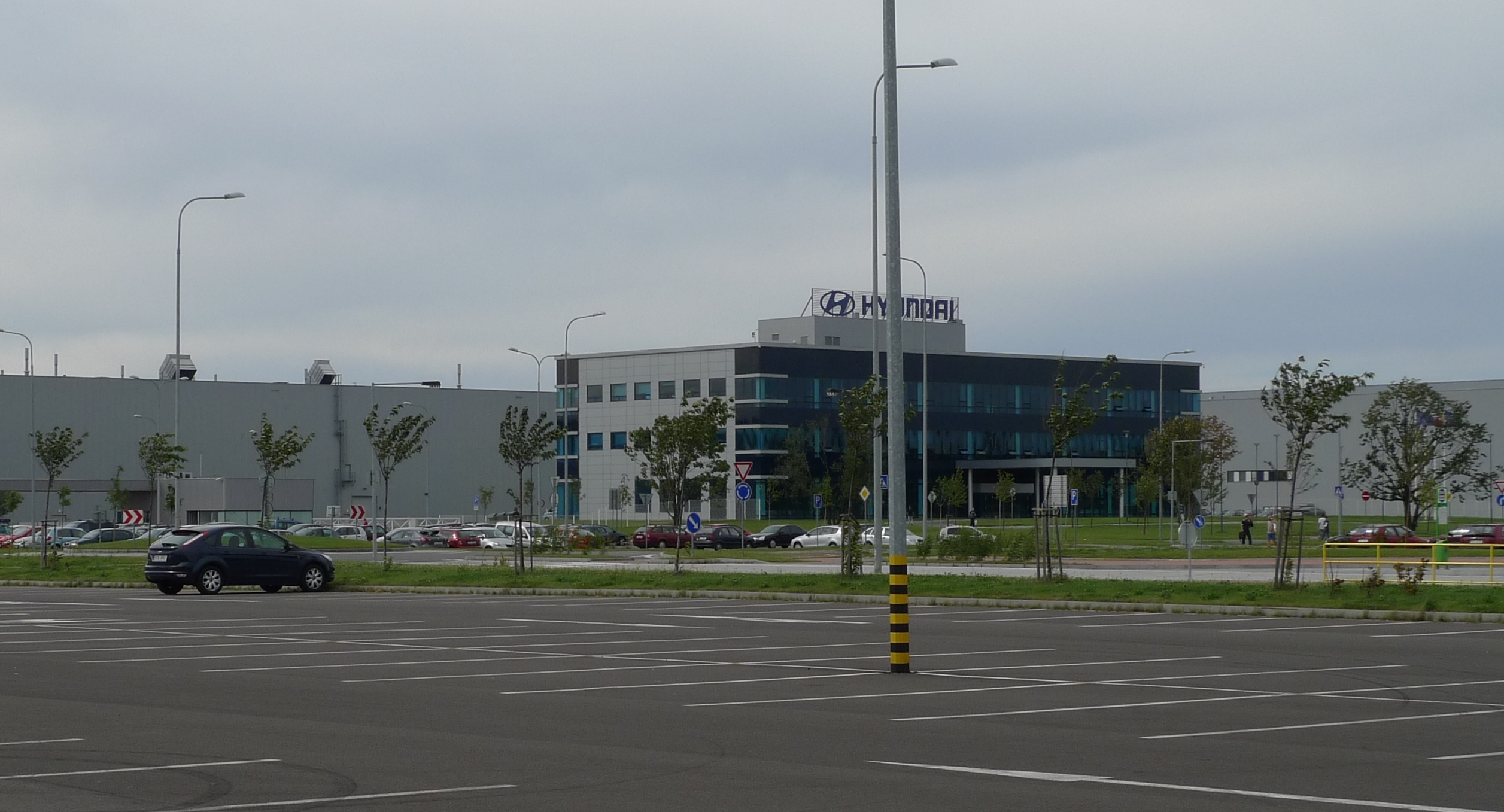
Usine Hyundai Motors.

- Brasserie Radegast. — À la suite de la fermeture en 1953 de la brasserie de Karviná, le gouvernement tchécoslovaque décida d’en construire une nouvelle dans la commune de Nošovice, à proximité de la réserve d’eau Moravka. Les travaux commencèrent en 1965. La brasserie qui s’appelait alors la Severomoravske pivovary Přerov commença à commercialiser sa bière en 1970. Rebaptisée Pivovar Radegast — Radegast est le nom slave du dieu de la guerre —, la brasserie est privatisée en 1991. En 1998, elle fusionne avec Plzeňský Prazdroj, la maison mère de Pilsner Urquell pour former le premier groupe brassicole de République tchèque[5].

- Hyundai Motor Manufacturing Czech. — Depuis, 2007, la société Hyundai Motor Manufacturing Czech s.r.o. (HMMC), filiale du groupe coréen Hyundai, exploite une usine à Nošovice et Nižní Lhoty, desservie par l'autoroute D48. Cet établissement est le premier site de construction automobile du groupe coréen en Europe et l'un des plus modernes du continent. Les modèles fabriqués par HMMC (Hyundai i30, Hyundai ix20 et Hyundai ix35) sont destinés au marché européen. La capacité de production est de 330 000 véhicules par an pour un effectif de 3 400 personnes en 2014[6]. Les moteurs proviennent de l'usine Kia de Žilina, en Slovaquie.

## Transports
Par la route, Nošovice se trouve à 8 km de Frýdek-Místek, à 28 km d'Ostrava et à 360 km de Prague.